# Karagöz in Alamania
Karagöz in Alamania ist eine sozialkritische Komödie von Emine Sevgi Özdamar aus dem Jahr 1982. Es ist das erste deutschsprachige Bühnenwerk einer deutsch-türkischen Autorin, das eine Aufführung an einem bedeutenden deutschen Theater erfuhr. Diese fand 1986 am Schauspiel Frankfurt statt. 

## Entstehung

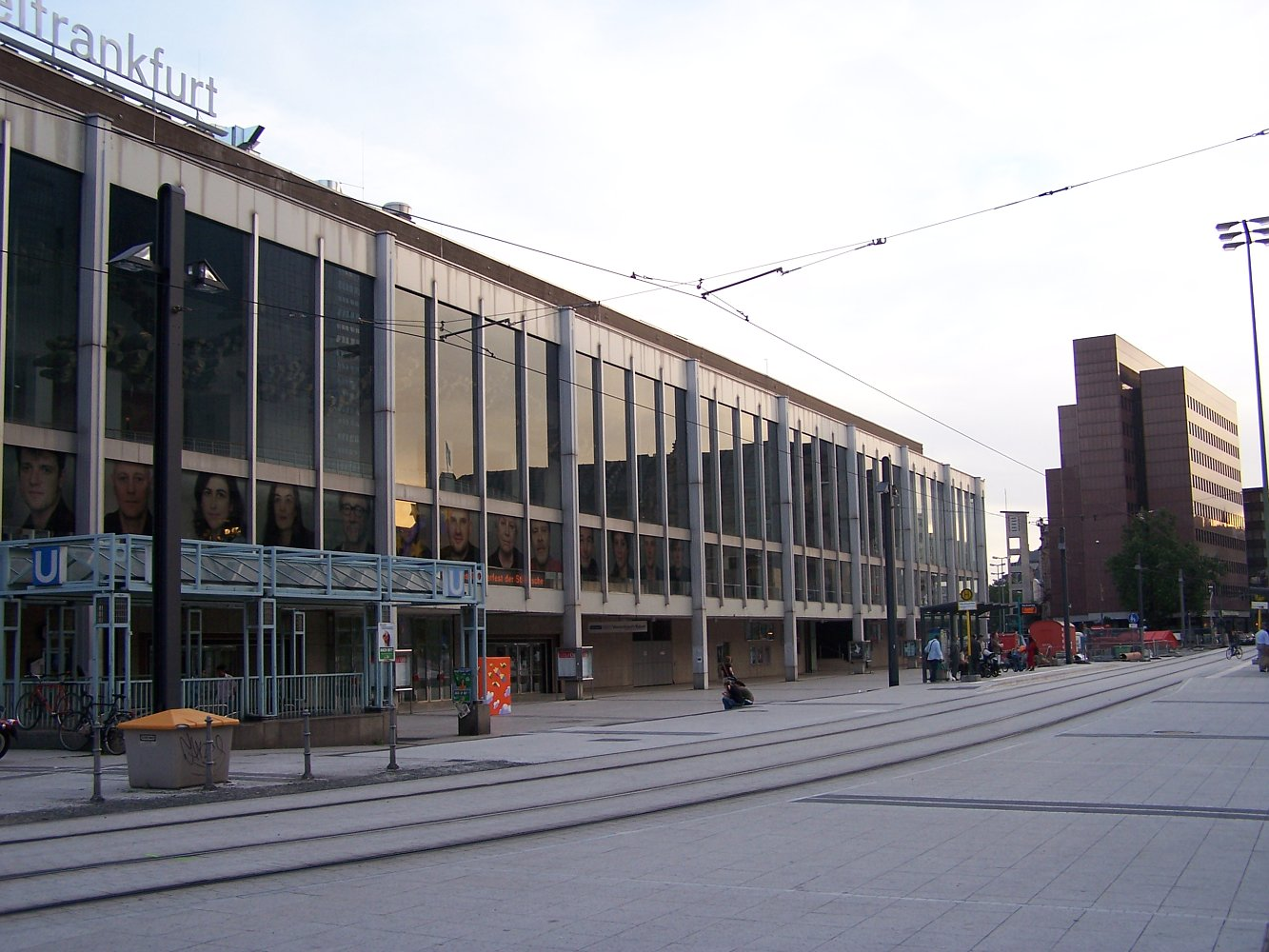
Premierenort: Frankfurter Schauspiel

Ursprünglich entstand das Werk 1982 als Auftragsarbeit für das Schauspielhaus Bochum. Möglicherweise liegt der Schreibanlass noch weiter zurück, nämlich in der Anfangszeit des Türkischen Ensembles der Berliner Schaubühne, wo Özdamar kurzzeitig beauftragt war, an einem Stück über Türken in Deutschland zu schreiben, welches aber nicht zustande kam. 
Der Titel Karagöz in Alamania ist zweideutig: zum einen lässt er sich mit „Schwarzauge in Deutschland“ dechiffrieren (hierbei ist Schwarzauge der Name der Hauptfigur), zum anderen ist „Karagöz“ auch der Name des traditionellen, typisch türkischen Schattentheaters, aus dem Özdamar für ihr erstes Theaterstück zahlreiche Stilelemente entlehnt hat, so dass man den Titel Karagöz in Alamania auch mit „Karagöztheater in Deutschland“ übersetzen könnte. 
Nach der Entstehung gab es mehrere Versuche, das Stück an deutschen Theatern zur Aufführung zu bringen (neben dem Schauspielhaus Bochum auch am Schauspielhaus Köln), die aber aus verschiedenen Gründen scheiterten, so dass es letztlich vier Jahre dauerte, bis Karagöz in Alamania schließlich in Frankfurt erstmals auf der Bühne zu sehen war.

## Inhalt
Das Stück, das der Groteske und dem Kabarett nahesteht, erzählt die Geschichte von Karagöz, der mit seinem sprechenden Esel Şemsettin in das Glück verheißende, reiche Deutschland aufbricht, nachdem er sich bei einer Untersuchung durch Dr. Mabuse als hierfür "tauglich" erwiesen hat. Die Wahl des Namens Doktor Mabuse kann in diesem Zusammenhang übrigens als Bild für das Anwerbungsprocedere deutscher Unternehmen in den 1960er und 1970er Jahren in der Türkei gelten, wie es z. B. der Chronist dieser Zeit Hasan Çil dokumentiert hat.
Im Fortgang beschreibt das Stück das Leben zwischen zwei Heimatländern über das jährliche Hin- und Zurückreisen, im Gesamtverlauf schließlich eine ganze Biografie. Zu Beginn ist die Titelfigur fast noch ein Jugendlicher; gegen Ende des Schauspiels wird ein letzter Besuch des Heimatdorfes geschildert; der Protagonist ist inzwischen ein Greis. Deutschland selbst taucht dabei nur als Tür, die Menschen aufnimmt oder ausspeit auf. 
Auf den Hin- und Rückreisen finden zahlreiche Begegnungen statt – mit Menschen (Beamte, Gastarbeiter, Migrantenkinder der 2. Generation, Prostituierte, Tote), aber auch personifizierten  Tieren und Objekten. Mit  Fortgang der Handlung zeigen sich Lebewesen und Gegenstände mehr und mehr von zwei Kulturen geprägt, dies oft ins merkwürdig-kabarettistische überzeichnet. Karagöz und sein Esel kommentieren alles mit karagöztypischen Sprach- und Wortspielen, streiten und prügeln sich bisweilen. 
Während Karagöz von Dorfszene zu Dorfszene mehr und mehr zum hochgeachteten Mann aufsteigt, scheint er im deutschen Umfeld verloren. Für die unglückliche Situation in Alamania ist jedoch von den in der Heimat gebliebenen kein Mitgefühl zu erwarten; Karagöz und seine Leidensgenossen werden von ihnen als moderne Goldgräber empfunden, doch "ihre Liebesquellen trocknen (darüber) aus" (Özdamar).

## Form

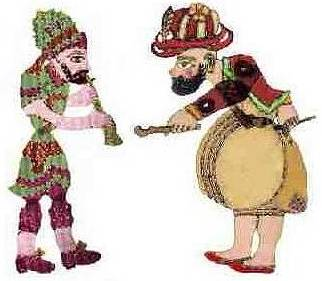
Eine typische Figurenkonstellation und andere Besonderheiten aus dem traditionellen Karagöztheater benutzte Özdamar als Stilmittel

Das Lebensprinzip des Hin- und Herreisen bestimmt auch maßgeblich die dramaturgische Struktur des Werkes: Über zahlreiche, oft undeutliche Schauplätze wird das Pendeln zwischen der dörflichen Umgebung und der Bundesrepublik Deutschland über Istanbul verdeutlicht. Die Handlung führt über zwei Dutzend Szenen und die Begegnung mit einer Unzahl  an verschiedenen Charakteren (fast hundert). 
Obwohl kein Schattenspiel, ist das Stück seiner Form nach dem traditionellen türkischen Schattentheater (Karagöz) nachempfunden, was auch in der Doppeldeutigkeit des Titels zum Ausdruck kommt: Zu sehen sind bis zur Sinnlosigkeit geführte Streitgespräche, bisweilen taucht sogar die für das Schattentheater typische deftig-volkstümliche Sprache in Reimpaaren auf. Zudem ist die Figurenkonstellation zwischen dem Esel und seinem Besitzer ebenfalls dem Schattentheater entlehnt: die volkstümliche mit Bauernschläue und Mutterwitz ausgestattete Figur (Karagöz) und der intellektuelle, philosophische Typ (sein Esel) als Gegenpol. Daneben ist vor allem auch die Überzeichnung der Figuren zu eindimensionalen Charakteren karagöztypisch, wie auch ihr zahlreiches Auftreten inklusive Randgruppenvertretern und Fabelwesen. 
Neben der Karagözinspiriertheit ist auch ein starker Einfluss des epischen Theaters Bertolt Brechts zu spüren, mit dem sich Özdamar in den 1970er Jahren bei Brecht-Inszenierungen in Frankreich beschäftigt hat. Neben Verfremdungen sind die Handlung erklärende Lieder und Gedichte, Pantomimen und Tänze verwendete Stilmittel. Das Deutsche ist die in dem Stück, das vor allem sprachlich bisweilen auch dem absurden Theater nahesteht, vorherrschende Sprache, allerdings ist genauso gebrochenes Deutsch und unkommentiertes Türkisch zu hören.

## Inszenierungen
Die Premiere des Stücks fand am 26. April 1986 im Schauspielhaus Frankfurt statt. Özdamar selbst führte Regie. Es war das erste Mal, dass ein deutschsprachiges Schauspiel einer türkischstämmigen Autorin an einem bedeutenden Theater aufgeführt wurde. Die Aufführung erhielt eine Medienaufmerksamkeit, wie sie zuvor noch kein deutsch-türkisches Theaterprojekt erhalten hatte. 
Neuinszenierungen gab es im Kellertheater Innsbruck (2000) unter der Regie von Johannes C. Hoflehner, aber z. B. auch im englischsprachigen Ausland.

## Wirkung
Teilweise überforderte das Stück das deutsche Publikum; einige Dialoge, die großteils aus einer Reihe von wörtlich ins Deutsche übersetzten türkischen Sprichwörtern bestanden, entzogen sich gänzlich dem Verständnis. Dass das deutsche Publikum mit der Tradition des Karagöztheaters nicht vertraut war, führte teilweise zu Missverständnissen oder Unverständnis, so begriff man zum Beispiel die eindimensionale Überzeichnung der Charaktere nicht als Stilmittel. 
Diese Effekte waren von der Autorin durchaus beabsichtigt; die teilweise Unverständlichkeit des Stücks machte für deutsche Zuschauer das Thema, nämlich die Situation der Arbeitsmigranten in Deutschland, durch den Aspekt der Selbsterfahrung erfahrbar: das Stück versetzte den Theaterbesucher für die Zeit der Aufführung in eine Welt zwischen den Sprachen und zwischen den Kulturen.
Kritiker haben diesen Ansatz vielfach nicht verstanden, wozu auch ein nicht mit der Autorin abgesprochenes, auf die Schnelle produziertes erklärendes Faltblatt beitrug, das vor der Uraufführung am Eingang des Zuschauerraums verteilt wurde. Dieses nahm Elemente des Stücks vorweg, wodurch ein unmittelbarer Effekt auf den Zuschauer zerstört wurde und charakterisierte Karagöz in Alamania gleichsam die Zuschauerhaltung ungünstig beeinflussend als "Experiment" und nicht als Werk des modernen Theaters. Folglich wurde in den Massenmedien das Stück mehrheitlich als minderwertig oder verworren beurteilt. Die Bild-Zeitung sprach gar trotz hochkarätiger Darsteller wie Tuncel Kurtiz von "Laientheater". Zwar gab es auch positive Stimmen, doch nur die Saarbrücker Zeitung besprach die Inszenierung tatsächlich nach inhaltlichen und formalen Gesichtspunkten und hob z. B. als einziges Blatt nach der Erstaufführung hervor, dass Özdamar "mit aller Tradition (breche) und das Geschehen bunt (durcheinanderwürfele), um das Hin- und Hergerissensein der türkischen Arbeitsmigranten zu verdeutlichen".
Aus heutiger Sicht leitet Karagöz in Alamania die vermehrte Hinwendung türkischstämmiger Autoren in Deutschland zur deutschen Sprache als "Schreibsprache" ein. 
Özdamar selbst zählt inzwischen längst zu den anerkanntesten deutschsprachigen Gegenwartsautoren. Themenverwandte Bühnenwerke der Autorin setzten den Karagöz, welcher sich ja der ersten "Gastarbeiter"-Generation widmete, in gewisser Weise fort: Während das knapp zehn Jahre später erschienene Keleoğlan in Alamania (1991) sich mit den Problemen der zweiten Generation beschäftigte kann man das jüngst entstandene Kinderstück Noahi (2006) als der dritten, nun ganz in Deutschland heimisch gewordenen Generation gewidmet verstehen.